# Günter Guben

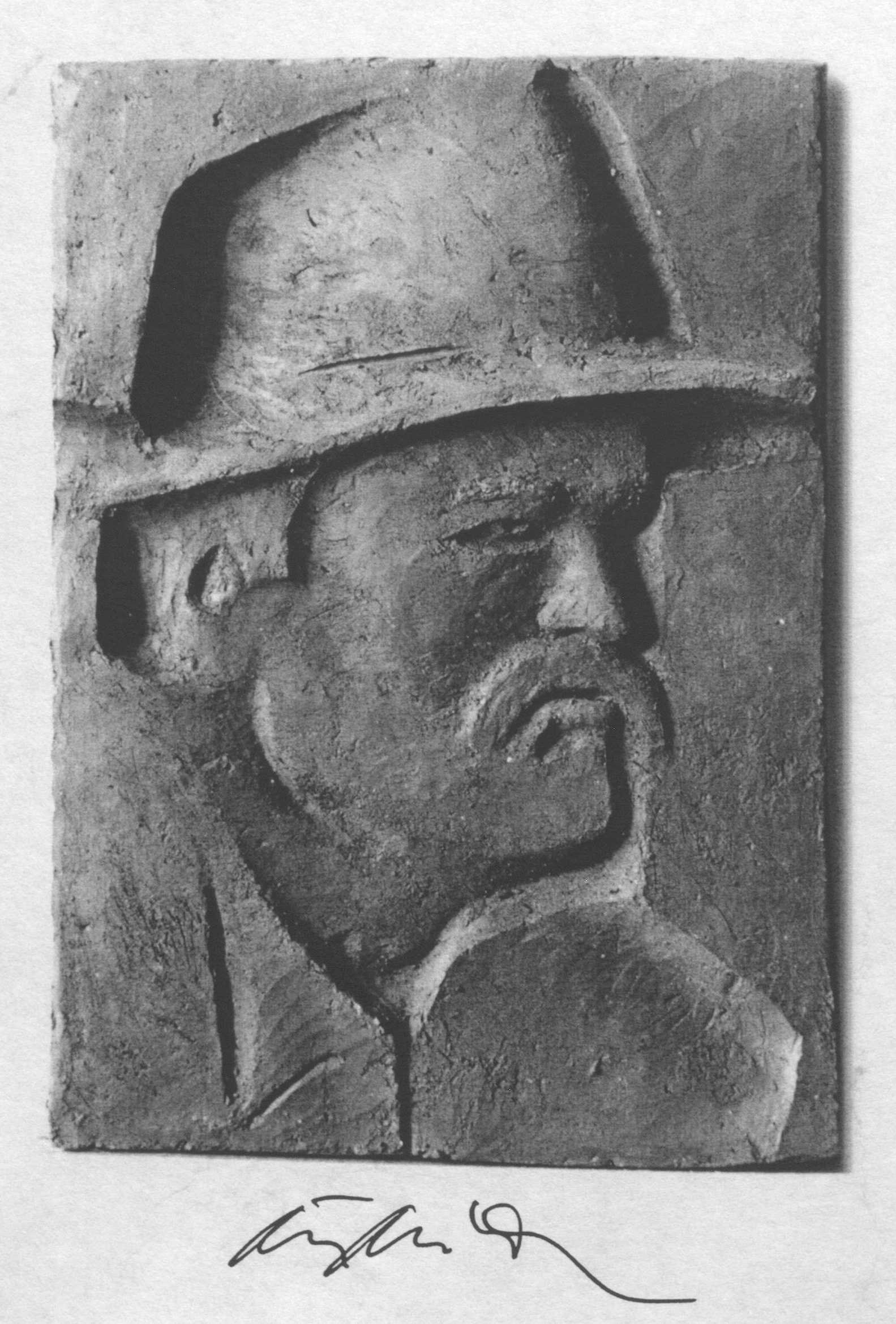
Günter Guben (Porträtrelief von Eva Zippel, 2000)

Günter Guben (eigentlich Günther Hoffmann-Guben; * 1938 in Guben) ist ein deutscher Schriftsteller, Musiker, Maler und Fotograf.
Guben wurde 1938 in Guben in der Lausitz geboren. Die Familie zog 1943 nach Hamburg. Guben studierte Photographie, Film- und Fernsehtechnik und Kunstgeschichte und arbeitete als Regisseur und Redakteur im Kulturbereich des SDR/SWR.
In den 1970er Jahren gründete Guben die Edition Appa Appa in Esslingen am Neckar, wo neben Büchern auch Tonträger erschienen (Zero-Production Appa Appa).
Von 2003 bis 2010 war Guben Leiter und Vorsitzender des Vereins des Stuttgarter Schriftstellerhauses. Er lebt in Esslingen am Neckar.

## Werke
- Die Einstellung, in der mich Leonardo küsst. Juxatorisches muviskript in schwarzweiß & kolor. Edition Wuz, Freiberg am Neckar 2006.
- (mit Peter Engel) Beschreibung der Fallen. Gedichte. Edition Appa Appa, Esslingen 1977, ISBN 3-921364-02-7.
- Geschichten vom Güller. Harlekin-Presse, Pforzheim 1975.
- Mit dem Rücken zur Wand, doch die Wand ein Anstand. Gedichte mit Zeichnungen. Edition Appa Appa Guben, Esslingen 1974, ISBN 3-921364-01-9.
- Ghost of the holy iron heard. LP. Zero-Production Appa Appa, Esslingen 1973.
- Bilder vom Fleisch. Mit Siebdruck-Originalen von Ernst Lutz. Davids-Drucke, Celle 1973.
- (mit Gerd Scherm) Conception music to be. Ed. Pege, Selb 1973.
- Auf ein Blatt und eine Spielanleitung. Euphorion-Verl., Frankfurt a. M. 1969.

als Herausgeber:
- (mit Klaus Bushoff) Dann und wann auch mal galant. Beiträge zum Phänomen des großen und kleinen Geliebes. Verlag der Studiengalerie Stuttgart, Stuttgart 2007.

Hörspiele:
- 1972 Haus-Programm (Mitautor und Regie)
- 1977 Die Einstellung, in der mich Leonardo küßt (Regie)
- 1980 Autorenmusik (Regie)
- 1995 Grau ist alle Theorie und grün des Lebens goldner Baum – die Welt der Farben (Regie)